# Jens Peter Jacobsen
Jens Peter Jacobsen (Thisted, 7 aprile 1847 – Thisted, 30 aprile 1885) è stato uno scrittore danese.

## Biografia
Nel 1863 si trasferisce a Copenaghen e qui porta a termine i suoi studi di filosofia e di botanica entro il 1872. Formatosi alla scuola positivista e radicale di Georg Brandes, Jacobsen fu scienziato, botanico, traduttore e divulgatore di Darwin (nel 1872 e 1875), oltre che poeta e romanziere. 
Nel 1873 compie il primo viaggio all'estero, durante il quale contrae la tubercolosi. I successivi viaggi sono del 1877 e del 1878. Le sue mete preferite sono la Svizzera e l'Italia, dove è ambientata una parte del Niels Lyhne.
Autore dei Gurresange (i Gurrelieder musicati da Schönberg), scrisse romanzi, racconti e poesie, trasfigurando con il suo cromatismo impressionista la realtà esterna in illusione visiva.
Tra le sue opere principali si possono citare la raccolta di racconti Mogens og andre noveller (1882) e il romanzo Fru Marie Grubbe, influenzati dai lavori di Zola, Stendhal e Flaubert, oltreché il romanzo Niels Lyhne incentrato su tematiche spirituali.
Considerato uno dei massimi scrittori della letteratura danese, morì di tisi nel 1885.

## Le opere principali
- 1876: Fru Marie Grubbe (romanzo)

- 1880: Niels Lyhne (romanzo)[2]

- 1882: Mogens og andre noveller (racconti brevi)